# Jan van Bijlert
Jan van Bijlert, född i Utrecht 1597 eller 1598, död där 1671, var en nederländsk konstnär.
Bijlert var lärjunge till sin far Herman Beernts van Bijlert och Abraham Bloemaert. Han företog resor i Frankrike och Italien. 1621-25 vistades Bijlert i Rom, där han mottog intryck av Caravaggios konst. Senare verkade han i Utrecht. Bland hans verk märks främst bibliska och mytologiska motiv, genremålningar och porträtt.